# Tivoli (Teksas)
Tivoli – jednostka osadnicza w Stanach Zjednoczonych, w stanie Teksas, siedziba administracyjna hrabstwa Refugio.